# Joris Mathijsen
Joris Mathijsen (Goirle, 5 de abril de 1980) é um futebolista neerlandês que atua como zagueiro.